# قوة التدخل السورية خلال حرب الخليج الثانية
انشرت قوة التدخل السورية التي ارسلت خلال حرب الخليج الثانية في أعقاب قمة جامعة الدول العربية في القاهرة في 10 حيث اقتضت القمة إلى إدانة العراق لغزوها للكويت.
الجامعة توافق على إرسال قوات عربية ونشر قوات أمريكية. وشاركت القوات المسلحة السورية في عملية درع الصحراء.
شهدت عملية عاصفة الصحراء، اعتباراً من 24 فبراير 1991، أربعة أيام من الهجوم البري الذي أدى إلى اجتياح الجيش العراقي الكويت وغزوها.

## التركيبة القتالية

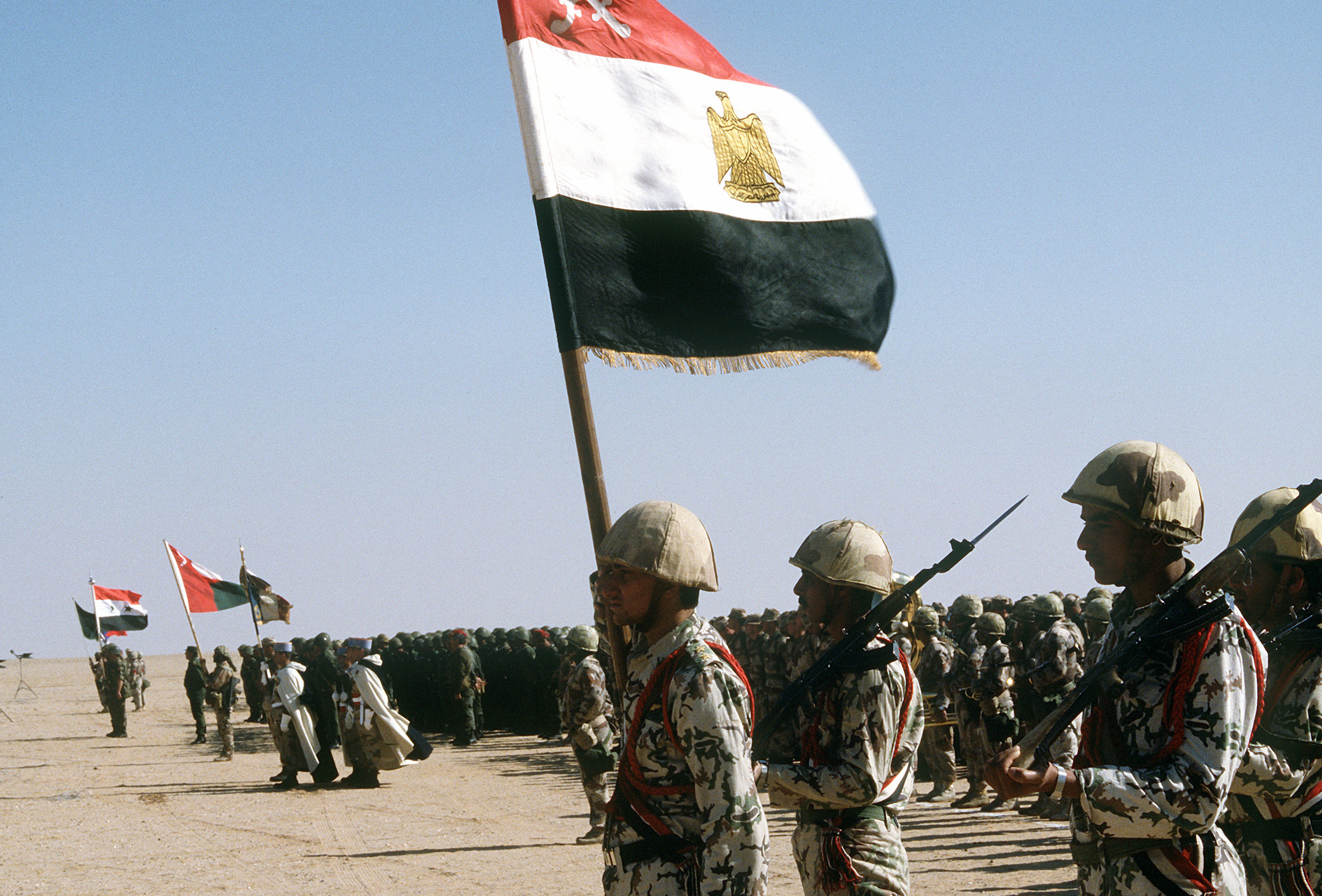
القوات المصرية والفرنسية والسورية والعمانية والكويتية خلال استعراض يوم 8 مارس 1991 بعد النصر.

في اليوم الأول لهجوم الحلفاء في 16 يناير 1991، كانت تتألف من الفرقة المدرعة السورية التاسعة وفوج قوات خاصة من ذلك البلد وتضم 21000 جندي من الجيش السوري في الموقع مجهزين بـ 300 دبابة T-62 ترافق حوالي 400000 جندي. من أفراد القوات المسلحة الأمريكية، و100،000 جندي من الجيش السعودي، و 28،000 جندي من الجيش البريطاني، و 19،000 جندي من الجيش المصري و 18،000 جندي من الجيش الفرنسي وقوات من عشرات الدول الأخرى.

## تاريخ
ضمن الوحدات العربية على الحدود الكويتية السعودية، مع الفيلق المصري على يسارها، شكلت قيادة القوة المشتركة في الشمال. مقابل الخطوط الأمامية كانت فرقتي المشاة 6 10 في الجيش العراقي. اعتبارًا من 19 يناير استسلم الفارون العراقيون.
لتعزيز فكرة الهجوم الأمامي والبرمائي الرئيسي داخل هيئة الأركان العامة العراقية، قرر الجنرال نورمان شوارزكوف إرسال قيادة القوات المشتركة شمالًا لمهاجمة الحدود.
في 24 فبراير 1991، في الساعة الرابعة صباحًا، عندما عبرت القوات العربية الحدود الكويتية، بقيت القوات السورية في الاحتياط دون قتال، وكانت آلياتة قريبة جدًا من أليات العراقيين وكانت ستسبب الكثير من خطر النيران الصديقة ولكن لم يحدث ذلك. وليس من المؤكد أن الحكومة السورية سمحت باستخدامها لأي شيء آخر غير الدفاع عن السعودية.
خسائر الدول العربية خلال هذا الصراع، بحسب شبكة سي إن إن، 37 قتيلاً (باستثناء الكويت) (18 سعوديًا و10 مصريين و6 إماراتيين و3 سوريين) لكن مقالات أخرى تعلن مقتل 2 مصريين و2 سوريين بينما قتل كويتي أثناء الهجوم.